# Koirasaaret (ö i Södra Savolax, S:t Michel)
Koirasaaret är en ö i Finland. Den ligger i sjön Pihlajavesi och i kommunen Puumala i den ekonomiska regionen  S:t Michel och landskapet Södra Savolax, i den södra delen av landet, 240 km nordost om huvudstaden Helsingfors. Öns area är 25,6 hektar och dess största längd är 1,2 kilometer i öst-västlig riktning.  Notera att namnet antyder att det är fråga om flera öar.